# 노량초등학교 대도분교
노량초등학교 대도분교는 경상남도 하동군 금남면 대도길 161-48 (대도리)에 있었던 초등학교 분교이다.

## 연혁
- 1947.09.01 노량공립국민학교 대도분교장 개교(설립인가 4월 1일)
- 1971.04.20 급수선 진수
- 1986.06.22 전화 가설
- 1996.03.01 노량초등학교 대도분교장
- 2008.03.01 폐교